# Беренцен, Марго
Марго Жанна Ольга Эмилия Беренцен (в замужестве — Йерсильд; дат. Margot Jeanne Olga Emilie Bærentzen (Jersild); 12 мая 1907, Конгенс-Люнгбю, Копенгаген — 16 октября 1983, Гентофте, Копенгаген) — датская фехтовальщица-рапиристка. Участница летних Олимпийских игр 1928 года.

## Биография
Марго Беренцен родилась 12 мая 1907 года в датском городе Конгенс-Люнгбю.
Выступала в соревнованиях по фехтованию за «Сирклен» из Копенгагена.
В 1928 году вошла в состав сборной Дании на летних Олимпийских играх в Амстердаме. В личном турнире рапиристок заняла в четвертьфинальной группе 4-е место, победив Глэдис Дэниелл из Великобритании — 5:3 и Фридерике Кодерич из Нидерландов — 5:2, проиграв Ольге Элькерс из Германии — 1:5, Люси Прост из Франции — 0:5 и Гизелле Тари из Венгрии — 4:5.
Умерла 16 октября 1983 года в датском городе Гентофте.

## Семья
Отец — Отто Беренцен (1868—1943), датский фехтовальщик и предприниматель. Участник летних Олимпийских игр 1920 и 1928 годов.
Мать — Анна Бертина Беренцен (1868—1915). 
Старший брат — Ким Беренцен (1905—1999), датский фехтовальщик. Участник летних Олимпийских игр 1928 и 1936 годов.